# Muskö distrikt
Muskö distrikt är ett distrikt i Haninge kommun och Stockholms län. 
Distriktet omfattar ön Muskö med kringöar.

## Tidigare administrativ tillhörighet
Distriktet inrättades 2016 och utgörs av socknen Muskö i Haninge kommun.
Området motsvarar den omfattning Muskö församling hade vid årsskiftet 1999/2000.